# Sénat du Maryland
State Senate Chamber
Maryland State House
Annapolis, MD
Le Sénat du Maryland (en anglais The Maryland Senate ou Maryland State Senate, est la chambre haute de l'Assemblée générale du Maryland, la législature de l'État du Maryland aux États-Unis. Composé de 47 sénateurs élus dans autant de circonscriptions, le Sénat s'occupe, avec la Chambre des délégués du Maryland, du vote des lois du Maryland et de la confirmation des nominations effectuées par le Gouverneur du Maryland.
Pour être élu au Sénat du Maryland, une personne doit avoir 25 ans ou plus. Les élections ont lieu tous les quatre ans l'année des élections de mi-mandat Les sénateurs élisent un président pour présider le corps législatif, ainsi qu'un président pro tempore.
Le Sénat du Maryland a été créé lors de la première assemblée législative de l'État en 1637 et a connu de nombreux changements depuis. Les sénateurs du Maryland ont le pouvoir de voter sur les lois proposées par la chambre des députés et de les envoyer à l'exécutif pour signature ou veto. Ils ont également le pouvoir de confirmer ou de rejeter les nominations du gouverneur pour les postes de juge et de fonctionnaire de l'État.
Le Sénat du Maryland siège au State House, le bâtiment du gouvernement de l'État situé à Annapolis.

## Composition
|                       | Démocrate | Republicain | Vacant |    |
| --------------------- | --------- | ----------- | ------ | -- |
| législature 2007–2010 | 33        | 14          | 0      | 47 |
| législature 2011–2014 | 35        | 12          | 0      | 47 |
| législature 2015–2018 | 33        | 14          | 0      | 47 |
| Dernier vote          | 70,2 %    | 29,8 %      |        |    |